# 耶路撒冷城牆-大衛城國家公園
31°46′56.78″N 35°13′51.51″E / 31.7824389°N 35.2309750°E

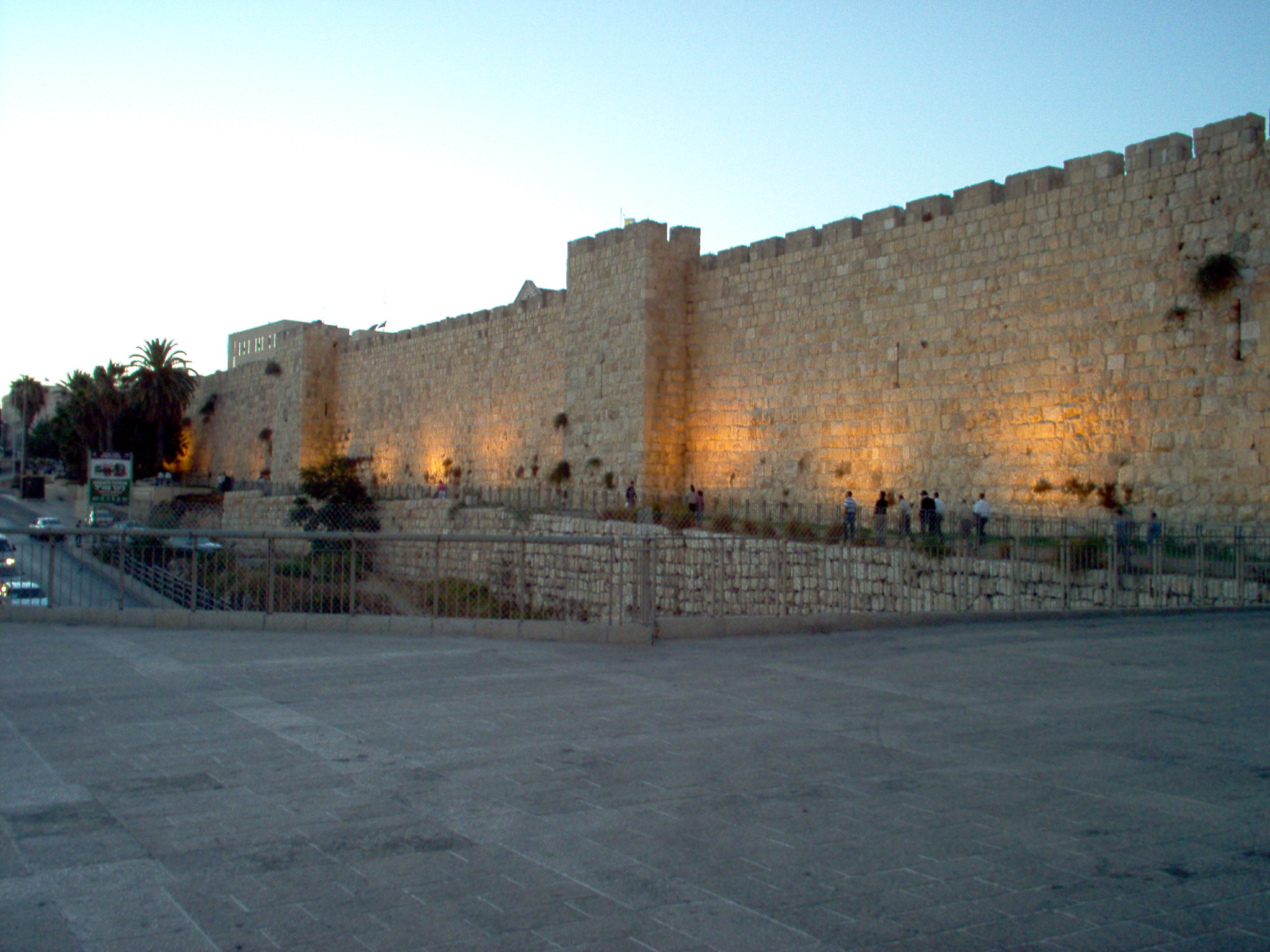

耶路撒冷城牆-大衛城國家公園是以色列的國家公園，包括考古發掘的重要地點，景點有耶路撒冷城門、大衛塔、錫安山、公墓等。